# Bernard Emmanuel Kasanda Mulenga
Bernard Emmanuel Kasanda Mulenga (Kananga, 25 december 1954) is een Congolees rooms-katholiek geestelijke en bisschop.
Hij werd in 1981 tot priester gewijd. Hij werd in 1998 tot bisschop gewijd en werd hulpbisschop van Mbuji-Mayi en titulair bisschop van Utimmira. In 2009 werd hij benoemd tot bisschop van Mbuji-Mayi als opvolger van Tharcisse Tshibangu Tshishiku.